# Wain

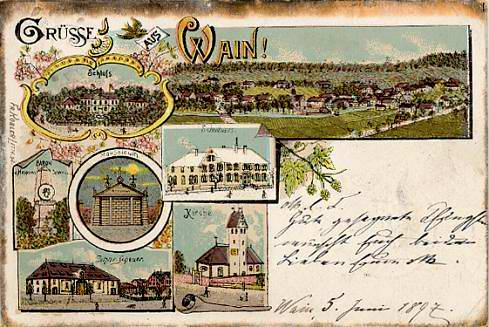
Ansichtskarte von Wain 1897

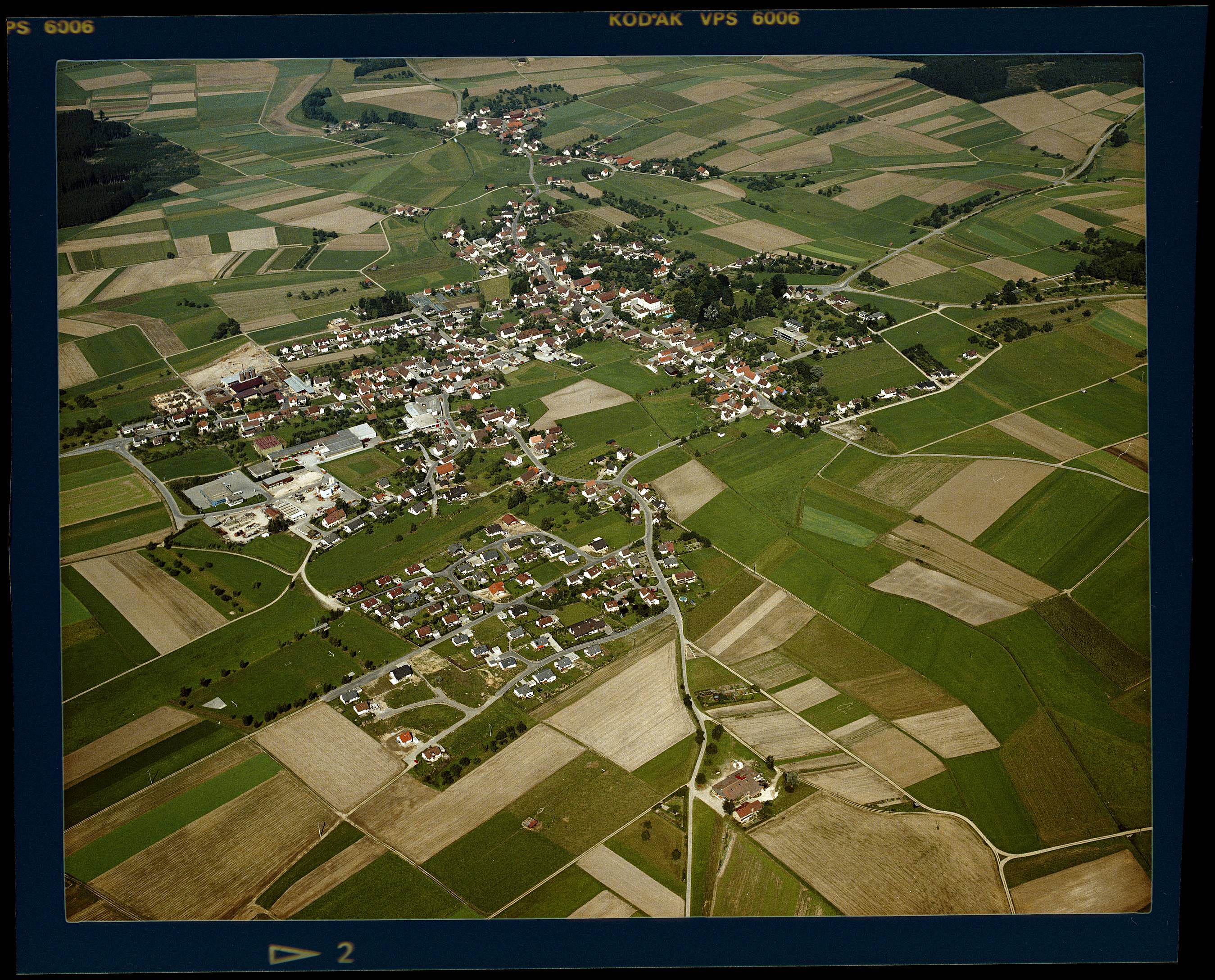
Luftbild von Wain (1983)

Wain (schwäbische Aussprache: [voe̯]) ist eine Gemeinde im baden-württembergischen Landkreis Biberach in Deutschland, die zwischen Biberach an der Riß und Ulm liegt.

## Nachbargemeinden
- Balzheim
- Schwendi
- Dietenheim
- Gutenzell-Hürbel

## Geschichte

### Entwicklung bis zur Mediatisierung
Wain wurde erstmals 1259 urkundlich erwähnt. Es handelte sich vermutlich um eine hochmittelalterliche Rodesiedlung im Herzogtum Schwaben. Die Ortsgeschichte im Spätmittelalter ist geprägt durch Zersplitterung und häufige Wechsel der Herrschaft. Mitte des 14. Jahrhunderts besaß die Ulmer Familie Gutwill alle Herrschaftsrechte im Dorf. Bei verschiedenen Wechseln der Herrschaft spielten auch Adelsgeschlechter wie die Herren von Stotzingen und die Grafen von Werdenberg-Albeck sowie die Ulmer Bürgerfamilie Ehinger eine Rolle. Die Familie Ehinger erwarb im Laufe des 15. Jahrhunderts sämtliche Rechte am Ort, die sie 1499 an den Grafen Philipp von Kirchberg verkaufte. Die Erben des Grafen von Kirchberg übertrugen den Ort 1510 an die Reichsabtei Ochsenhausen. Von 1570 bis 1773 unterstand der Ort der Freien Reichsstadt Ulm. Dem Prinzip „Cuius regio, eius religio“ folgend, wurde Wain wie Ulm protestantisch, was den Ort zu einer Besonderheit in einer ansonsten weitgehend katholisch geprägten Umgebung machte. Die Reformation wurde in Wain 1573 eingeführt. Ab 1650 wurden protestantische Glaubensflüchtlinge insbesondere im damaligen neu entstandenen Ortsteil Bethlehem angesiedelt. Sie waren aus ihrer Heimat Kärnten und Steiermark vertrieben worden. Diese Exulanten bildeten den Hauptteil der ortsansässigen Bevölkerung. 1773 erwarb der Bankier Benedikt Freiherr von Herman den Ort und ließ ihn zur Reichsherrschaft Wain erheben. Er errichtete als seine Residenz das Schloss Wain, welches 1782 dessen Vetter Johann Theobald Freiherr von Herman erbte. Im Zuge der Mediatisierung nahm 1805 zunächst das Kurfürstentum Baden die Herrschaft Wain in Besitz. Da die Herrschaft jedoch nicht zur Reichsritterschaft gehört hatte, erhob das Königreich Bayern gemäß den Bestimmungen im Frieden von Pressburg Anspruch auf die Herrschaft und annektierte sie 1806, so dass Wain von 1806 bis 1810 bayerisch war.

### Seit württembergischer Zeit
Im Jahre 1810 wurde Wain auf Grund des Grenzvertrags von 1810 von Bayern an das Königreich Württemberg abgetreten. Dieses unterstellte den Ort dem Oberamt Wiblingen, aus dem 1842 das Oberamt Laupheim hervorging. Bei der Kreisreform während der NS-Zeit in Württemberg gelangte Wain 1938 zum Landkreis Biberach. Im Jahr 1945 wurde Wain Teil der Französischen Besatzungszone und kam somit zum Nachkriegsland Württemberg-Hohenzollern, welches 1952 im Bundesland Baden-Württemberg aufging.

### Religionen
Heute gibt es neben der evangelischen Kirchengemeinde Wain mit der Michaelskirche, die zum Kirchenbezirk Biberach der Evangelischen Landeskirche in Württemberg gehört, auch eine neuapostolische Kirchengemeinde im Ort. Die Katholiken in Wain werden von der Kirchengemeinde St. Stephanus in Schwendi betreut.

## Politik

### Gemeinderat
Der Gemeinderat in Wain besteht aus den zehn gewählten ehrenamtlichen Gemeinderäten und dem Bürgermeister als Vorsitzendem. Der Bürgermeister ist im Gemeinderat stimmberechtigt. Bei der Kommunalwahl am 9. Juni 2024 wurde der Gemeinderat durch Mehrheitswahl gewählt. Mehrheitswahl findet statt, wenn kein oder nur ein Wahlvorschlag eingereicht wird. Die Bewerber mit den höchsten Stimmenzahlen sind dann gewählt. 2024 betrug die Wahlbeteiligung 64,6 % (2019: 70,6 %).

### Bürgermeister
Bei der Bürgermeisterwahl vom 30. November 2014 wurde Stephan Mantz mit 95 Prozent der Stimmen zum neuen Bürgermeister der Gemeinde Wain gewählt, er trat sein Amt am 1. März 2015 an. Am 4. Dezember 2022 wurde er mit 94,4 Prozent der Stimmen für eine zweite Amtszeit wiedergewählt.
Sein Vorgänger Christian Schlenk hatte das Amt 24 Jahre lang bekleidet.

### Bundestagswahlen
Bei den drei letzten Bundestagswahlen ergaben sich bei den Zweitstimmen folgende Ergebnisse:
| Jahr | CDU    | SPD    | Grüne | FDP    | Linke | AfD    | Sonstige |        | Wahlbeteiligung |
| ---- | ------ | ------ | ----- | ------ | ----- | ------ | -------- | ------ | --------------- |
| 2009 | 39,9 % | 11,5 % | 7,2 % | 23,1 % | 7,3 % | –      | 10,8 %   | 73,0 % |                 |
| 2013 | 51,1 % | 14,1 % | 6,6 % | 6,7 %  | 3,8 % | 8,2 %  | 9,5 %    | 77,7 % |                 |
| 2017 | 39,6 % | 12,3 % | 8,4 % | 12,8 % | 4,0 % | 17,4 % | 5,3 %    | 81,1 % |                 |

### Wappen
| Wappen der Gemeinde Wain | Blasonierung: „In Rot unter einem erhöhten silbernen (weißen) Sparren eine fünfblättrige silberne (weiße) Rose, belegt mit einem herzförmigen roten Schildchen, darin ein silbernes (weißes) lateinisches Kreuz (Lutherrose).“ |
| Wappen der Gemeinde Wain | Wappenbegründung: Der Sparren ist dem Wappen des Ortsadelsgeschlechts der Herren von Wain entnommen, während die Lutherrose darauf hinweisen soll, dass in Wain im 17. Jahrhundert evangelische Glaubensflüchtlinge aus Kärnten und der Steiermark Aufnahme gefunden haben. Die österreichischen Farben Rot-Silber-Rot wurden als Hinweis auf die Herkunft dieser Exulanten übernommen. Das Innenministerium hat das Wappen und die Flagge am 29. August 1967 verliehen. |

### Gemeindepartnerschaft
Seit 1972 besteht eine Partnerschaft mit Arriach im Bundesland Kärnten in Österreich.

## Kultur und Sehenswürdigkeiten

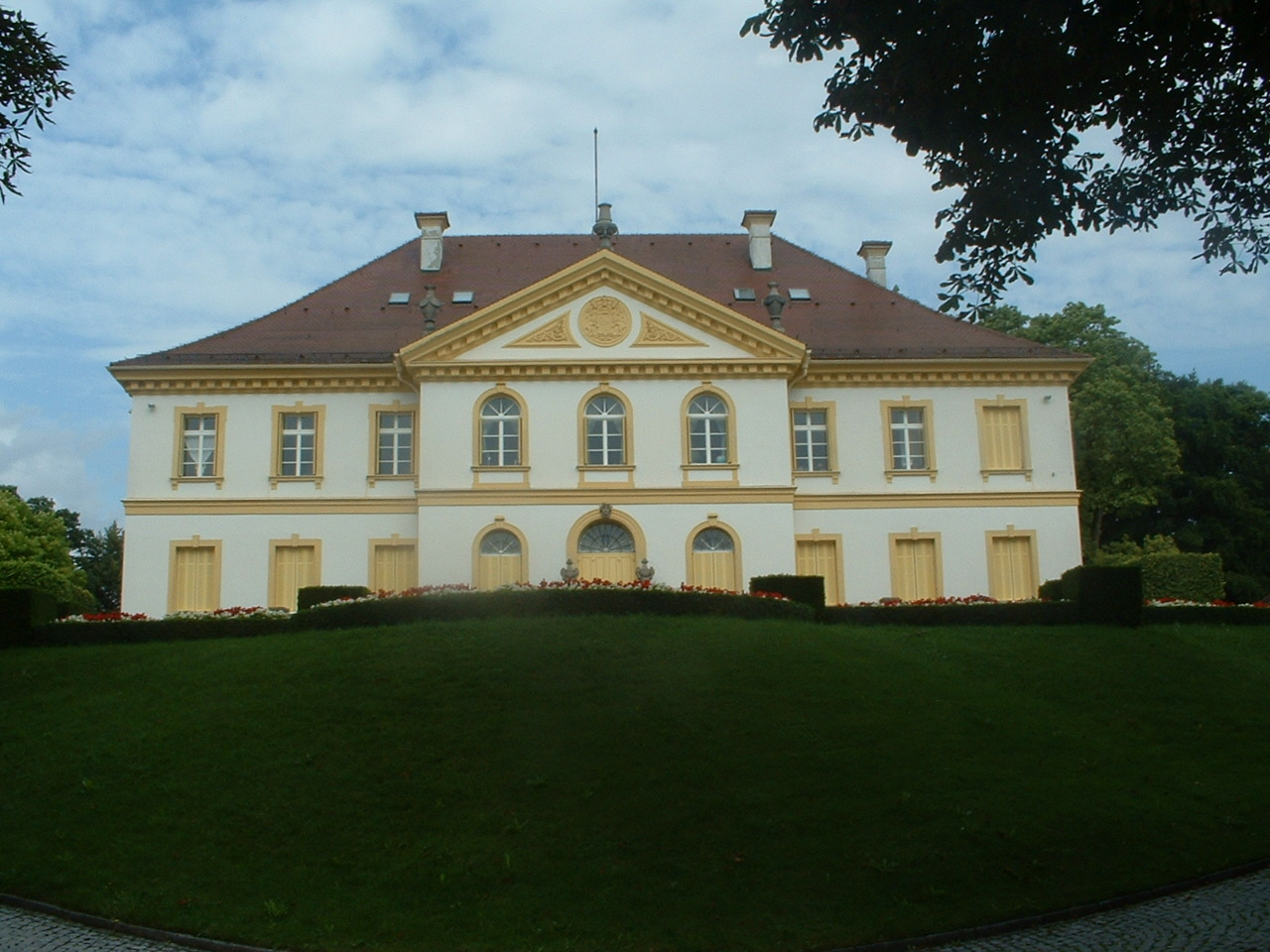
Schloss Wain

### Kultur
- Schäfers Kulturstadel
 Ein ehemaliger Stadel (Scheune) wurde zum Kulturstadel umgebaut. Das Haus ist ein beliebter Ort in der oberschwäbischen Kulturlandschaft. In dem besonderen Ambiente eines ehemaligen bäuerlichen Anwesens werden Konzerte, Liederabende und Kabaretts, Lesungen, Ausstellungen, Workshops, Theateraufführungen und Vorträge dargeboten.

### Bauwerke

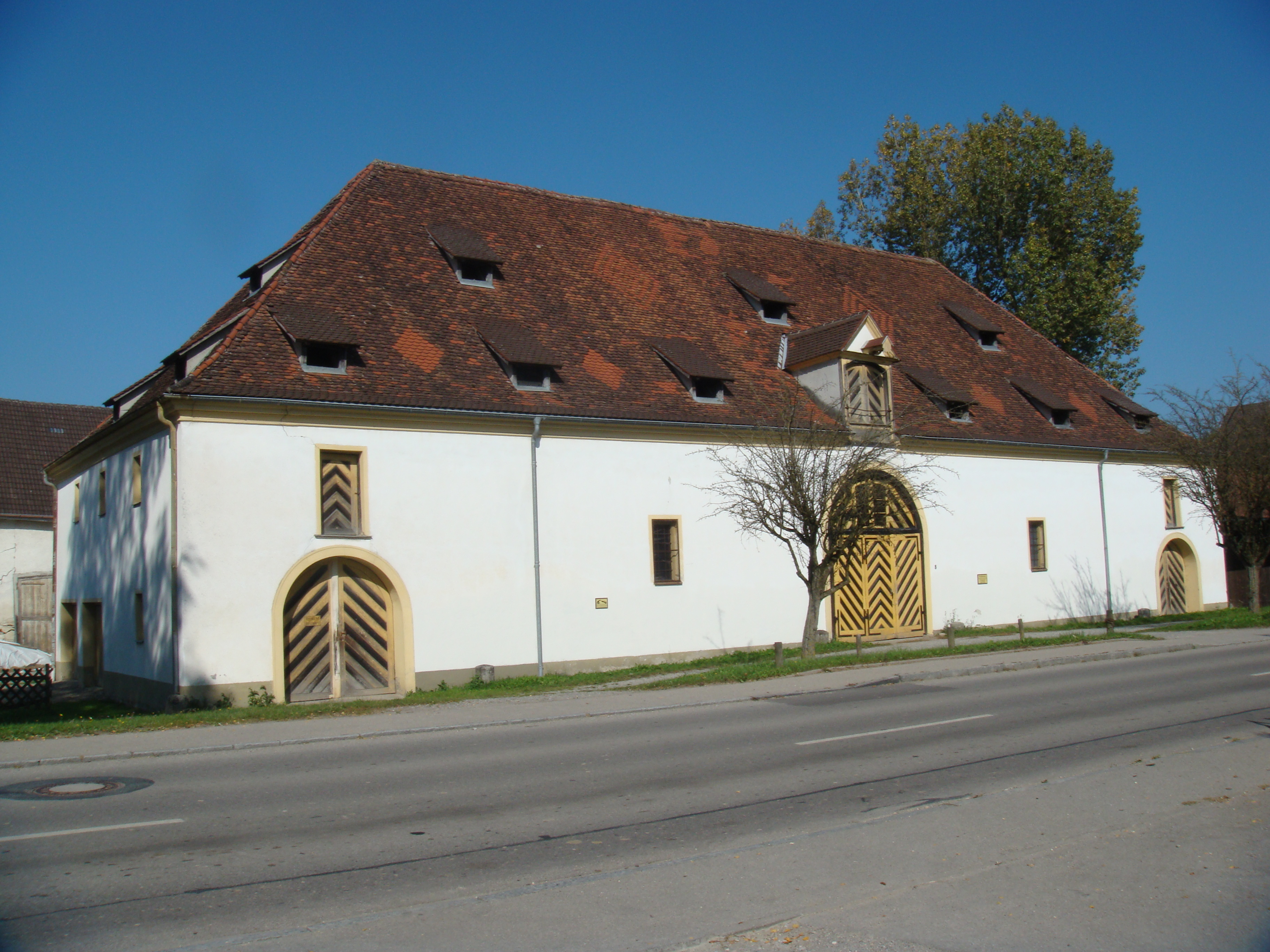
Ehemalige Zehntscheuer

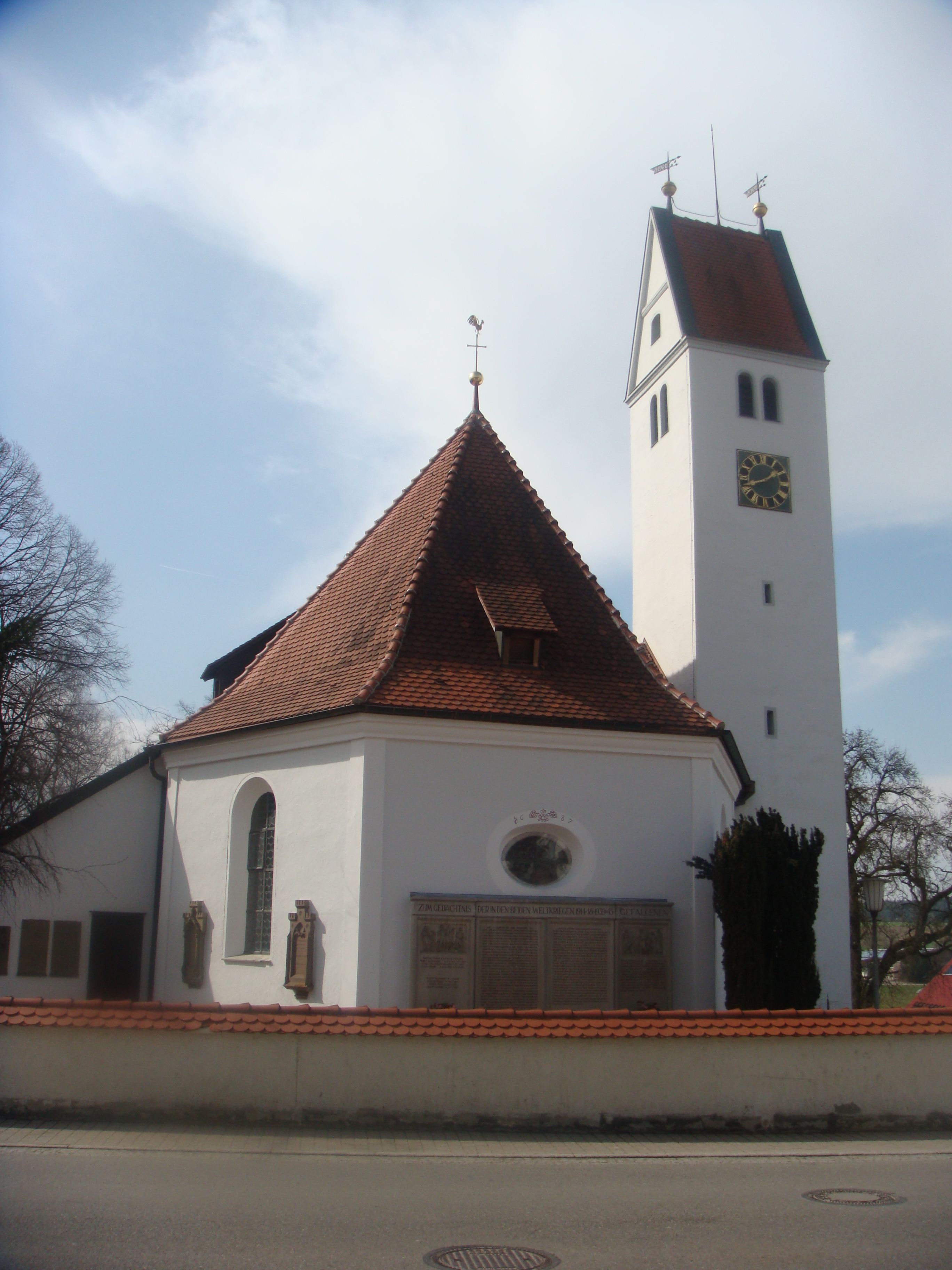
Kirche St. Michael

- Im Ort steht das im italienischen Stil erbaute Schloss der Freiherren von Herman.
- Die Wainer Michaelskirche ist eine evangelische Dorfkirche.
- Alle Baudenkmale des Ortes sind in der Liste der Kulturdenkmale in Wain erfasst.

### Freizeit- und Sportanlagen
In Wain existieren ein Golfclub, Fußballverein, Leichtathletikverein mit mehreren Sportarten, ein Musikverein und weitere, meist dörflich geprägte Vereine.

## Wirtschaft und Infrastruktur
Im Jahr 2006 zählte man in den mittelständischen Betriebe etwa 500 Beschäftigte.

### Bildungseinrichtungen
Wain verfügt über eine eigene Grundschule, einen Kindergarten und eine Gemeindebibliothek.

## Persönlichkeiten

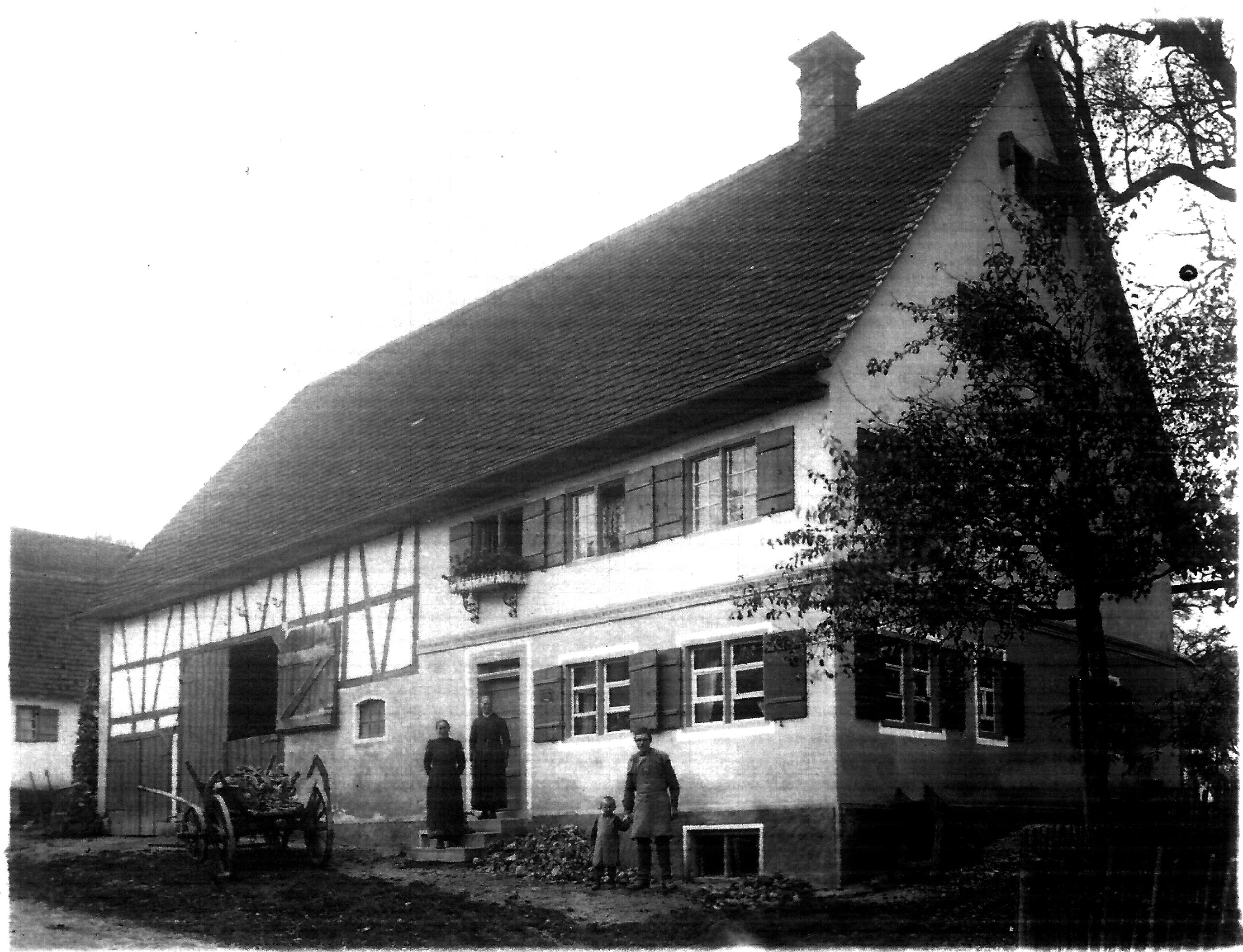
Jacob Walchers Geburtshaus, Poststraße

### Söhne und Töchter der Gemeinde
- David Stetter (1882–1963), Politiker und Gewerkschafter
- Johannes Stetter (1885–1963), Politiker und Gewerkschafter
- Jacob Walcher (1887–1970), Politiker und Gewerkschafter
- Georg Stetter (1892–1962), Politiker und Gewerkschafter
- Hermann Vietzen (1902–unbekannt), Landtagsabgeordneter der FDP/DVP in Baden-Württemberg
- Theodor Schließer (1922–2012), Veterinärmediziner

### Mit Wain verbunden
- Wolf-Dietmar Unterweger (* 1944), Fotograf und Buchautor, in Wain aufgewachsen